# Rhachoepalpus quatuornotatus
Rhachoepalpus quatuornotatus är en tvåvingeart som först beskrevs av Townsend 1935.  Rhachoepalpus quatuornotatus ingår i släktet Rhachoepalpus och familjen parasitflugor.
Artens utbredningsområde är Venezuela. Inga underarter finns listade i Catalogue of Life.